# Bernd-Dieter Bode
Bernd-Dieter Bode (* 12. März 1943 in Mühlhausen/Thüringen) ist ein deutscher Jurist und ehemaliger Richter am Bundesgerichtshof.

## Werdegang
Nach dem Abitur nahm Bode ein Studium der Rechtswissenschaft auf. 1972 wurde er mit der Untersuchung „Pressekonzentration in USA und Großbritannien“ von der Albert-Ludwigs-Universität Freiburg zum Dr. iur. promoviert. Im gleichen Jahr trat Bode in den höheren Justizdienst des Landes Baden-Württemberg ein, wo er zunächst beim Landgericht Karlsruhe und der Staatsanwaltschaft Karlsruhe tätig war. 1973 wurde er zum Staatsanwalt bei der Staatsanwaltschaft Karlsruhe ernannt. Ab 1975 war Bode für drei Jahre als wissenschaftlicher Mitarbeiter an das Bundesverfassungsgericht abgeordnet. Während dieser Zeit wurde er zum Ersten Staatsanwalt ernannt. Nach dem Ende der Abordnung wurde Bode als Richter am Landgericht an das Landgericht Karlsruhe versetzt. 1980 folgte die Ernennung zum Richter am Oberlandesgericht Karlsruhe.
Nach einer Abordnung an das Sächsische Staatsministerium der Justiz, wo er in den Jahren 1991 und 1992 als Referatsleiter tätig war, wurde Bode 1992 zum Richter am Bundesgerichtshof ernannt. Dort wurde er dem 2. Strafsenat zugewiesen. Im Jahr 2000 wurde er stellvertretender Vorsitzender dieses Senats. Von 1992 bis 1996 übte Bode zudem das Amt des Ermittlungsrichters II beim Bundesgerichtshof aus.
Zum 31. März 2008 trat Bode in den Ruhestand.
Bode ist Mitglied der katholischen Studentenverbindungen Bavaria Freiburg und Franko-Borussia-Breslau Göttingen im KV.

## Nachweise
1. ↑  Pressemitteilung des Bundesgerichtshofs Nr. 60/2008 vom 2. April 2008
2. ↑   KV-Jahrbuch 2010 S. 305

| Personendaten    | Personendaten                                  |
| ---------------- | ---------------------------------------------- |
| NAME             | Bode, Bernd-Dieter                             |
| KURZBESCHREIBUNG | deutscher Jurist, Richter am Bundesgerichtshof |
| GEBURTSDATUM     | 12. März 1943                                  |
| GEBURTSORT       | Mühlhausen/Thüringen                           |